# Michael Obrecht
Michael Obrecht (* 17. Januar 1951) ist ein hauptamtlicher Trainer in der Sportart Rollkunstlauf der Rollsport-Abteilung der Freiburger Turnerschaft von 1844, der in seiner aktiven Zeit mehrere nationale und internationale Titel in dieser Sportart erringen konnte. Nach Beendigung seiner sportlichen Karriere war Obrecht als Bundestrainer für den  Deutschen Rollsport und Inline-Verband in selbigen Bereich tätig.

## Erfolge, Titel und Auszeichnungen
In seiner aktiven Laufbahn errang Obrecht siebenmal die Deutsche Meisterschaft, einmal die Europameisterschaft und viermal die Weltmeisterschaft.
- 1969 Europameister, Deutscher Meister
- 1970 Weltmeister, Deutscher Meister
- 1971 Weltmeister, Deutscher Meister
- 25. Mai 1971 Verleihung des Silbernen Lorbeerblattes[3]
- 1972 Weltmeister, Deutscher Meister
- 1973 Deutscher Meister
- 1974 Weltmeister, Deutscher Meister
- 1975 Deutscher Meister

## Weitere Engagements
Neben seiner Tätigkeit als Trainer ist Obrecht, auf kommunaler Ebene, politisch für die Freien Wähler in Freiburg im Breisgau engagiert und kandidierte für die dortige Kommunalwahl zum Gemeinderat für das Jahr 2014.